# Montouhotep IV
Montouhotep IV (-1997 à -1991) est le dernier roi de la XIe dynastie. Il est sans doute le fils de son prédécesseur Montouhotep III. Il est probablement remplacé sur le trône par son vizir Amenemhat (futur roi Amenemhat Ier) qui fondera la XIIe dynastie. Aucune liste royale du Moyen Empire ne le cite.

## Famille
Seule la mère du roi est connue avec certitude : il s'agit de Imi, comme l'indique une inscription du Ouadi Hammamat dans laquelle est décrite en tant que « Mère du roi »,. Même si la relation entre Montouhotep IV et son prédécesseur Montouhotep III n'est pas assurée, il est souvent considéré comme le fils de ce dernier, faisant d'Imi l'épouse de ce dernier,.
Il n'a, a priori, aucun lien de parenté avec son successeur Amenemhat Ier qui inaugure une nouvelle dynastie.

## Règne
Le Canon royal de Turin ne nomme pas Montouhotep IV, ni aucune autre liste royale du Moyen Empire. À sa place, le Canon royal de Turin indique une vacance de sept ans, ce qui doit correspondre à la durée effective de son règne. Le fait qu'aucune liste postérieure à son règne ne le mentionne mais laisse à la place une vacance du pouvoir de sept ans signifie peut-être qu'il a subi une damnatio memoriae de la part de son successeur Amenemhat Ier.

### Activités du règne
Montouhotep IV est attesté par des inscriptions dans le Ouadi el-Hudi faisant état d'expédition en l'an 1 et en l'an 2 du règne. Une autre inscription pertinente se trouve à Ain Soukhna. Ces lieux étaient les ports d'escale habituels des expéditions vers le Sinaï. Il est également connu grâce à quelques inscriptions dans le Ouadi Hammamat qui font état d'expéditions en l'an 2 du règne sur la côte de la mer Rouge et de l'extraction de pierres pour les monuments royaux. Cette expédition de grande envergure, comprenant près de 13 000 hommes, était sous le commandement de son vizir Amenemhat, considéré comme étant le futur Amenemhat Ier. C'est dans l'une de ses inscriptions que le nom de la mère du roi est mentionnée.
Un fragment de coupe en ardoise trouvé à Licht-Nord a longtemps été considéré comme inscrit du côté extérieur avec le titre officiel de Montouhotep IV, et à l'intérieur avec celui du roi Amenemhat Ier, son successeur. Comme les deux inscriptions sont gravées dans un style d'écriture différent, selon Dorothea Arnold, cela indique qu'Amenemhat a fait ajouter son nom à un récipient plus ancien qui portait déjà le nom de Montouhotep IV. Cependant, Peter Jánosi a montré que Montouhotep IV n'est pas mentionné sur le bol, la titulature qui y est conservé correspond plutôt à celle de Montouhotep II.
En outre, certains scarabées et sceaux sont mentionnés. L'un d'eux, provenant de Harageh, à l'entrée du Fayoum, est un double scarabée avec une boucle en S dans un cartouche d'un côté et le nom Nebtaouyrê de l'autre. D'autres pièces sont répertoriées par Hall et Petrie. Hanns Stock a tenté de prouver que ces pièces étaient contemporaines et se référaient au souverain, car elles sont stylistiquement et du point de vue du lieu de découverte liées à leur époque d'origine.

### Fin du règne
Certains égyptologues supposent qu'Amenemhat a soit usurpé le trône, soit pris le pouvoir après la mort de Montouhotep IV sans enfant. Il n'y a actuellement aucune preuve archéologique ou textuelle qui prouve que Montouhotep IV a été déposé par son vizir ou qu'il a choisi Amenemhat Ier comme successeur désigné. Ni sa momie ni son lieu de sépulture n'ont été retrouvés. Une chose est sûre, c'est avec Amnenemhat que commence la XIIe dynastie[réf. nécessaire].

### Contemporains du règne
Plusieurs membres de l'administration, déjà présents pendant les règnes de ses prédécesseurs Montouhotep II et Montouhotep III, ayant vécu sous le règne de Montouhotep IV sont connus :
- Dagi (tombe TT103) : vizir du souverain, dont la carrière avait déjà commencé sous Montouhotep II ;
- Méketrê (tombe TT280) : « directeur des choses scellées » ;
- Merou (tombe TT240) : « directeur des porteurs de sceaux » ;
- Âhanakht (tombe no 5 à Deir el-Bersha) : « vizir », « chancelier du roi de Haute et Basse-Égypte », « contrôleur des Deux Trônes », « contrôleur des offices », « contrôleur des onguents », « contrôleur des pagnes », « directeur des prêtres de Thot », « directeur des prêtres » et « nomarque du 15e nome de Haute-Égypte » ;
- Neheri (tombe no 4 à Deir el-Bersha) : « vizir », « contrôleur des Deux Trônes », « directeur des prêtres » et « nomarque du 15e nome de Haute-Égypte » ;
- Amenemhat (futur roi Amenemhat Ier) : « vizir ».